# Liquette
Une liquette (pop-over shirt en anglais) est un nom populaire pour une chemise. 
Le mot désigne aussi un type de lingerie de nuit dont il existe des versions pour homme et pour femme.
Dans le vocabulaire de la mode actuelle, une « liquette » est une chemise boutonnée dont la gorge court de l'encolure au milieu de la poitrine. La gorge se compose généralement de 3 boutons et l'habit s'enfile par la tête.
Elle peut être portée comme une robe lorsqu'elle est utilisée comme un vêtement d'extérieur
Contrairement à une idée largement répandue, les mots « liquette » et « tunique » ne désignent pas le même vêtement. La confusion a pour origine les similitudes troublantes existant encore aujourd'hui entre les techniques de confection de ces deux habits. 
Par ailleurs le terme liquette semble tomber en désuétude, même si quelques créateurs de mode réutilisent parfois la liquette dans leurs collections, dont la créatrice Marie Marot et la directrice artistique Véronique Nichanian chez Hermès. Les formats amples de liquettes mêlent « classicisme bourgeois et décontraction androgyne ». 